# شاشی، ژونگشان
شاشی، ژونگشان (به لاتین: Shaxi) یک شهرک در جمهوری خلق چین است که در ژونگشان واقع شده‌است.